# 蔡明憲
蔡明憲（1941年8月9日—），中華民國政治人物，曾任國防部部長，是陳水扁政府八年來國防部唯一文人部長，在位僅不到3個月即卸任。曾任台灣聯合國協進會理事長。

## 政治生涯
1999年陳水扁代表民進黨參選2000年中華民國總統選舉，蔡明憲籌組阿扁之友會，蔡明憲的表弟張光瑤（曾任宏碁業務經理、台中市工業區廠商協進會理事長）擔任該會執行長。
2001年，民進黨在新潮流系運作之下提名蔡明憲競選台中市市長，市長張溫鷹退黨競選連任，均落選。
| 號次 | 候選人 | 政黨       | 得票數  | 得票率 | 當選標記 |
| ---- | ------ | ---------- | ------- | ------ | -------- |
| 1    | 張溫鷹 | 無黨籍     | 44,341  | 10.18% |          |
| 2    | 蔡明憲 | 民主進步黨 | 177,515 | 40.74% |          |
| 3    | 胡志強 | 中國國民黨 | 213,866 | 49.08% |          |

2002年4月至2004年5月，蔡明憲担任駐美國代表處副代表。2004年5月至2006年1月，担任國防部副部长。2006年2月至9月，担任國家安全會議副秘書長。
2006年7月，民進黨全國黨員代表大會決議「解散派系」，蔡明憲退出新潮流系。2008年中華民國立法委員選舉中，蔡明憲在臺中市第一選舉區參選立法委員失利。2008年2月23日，國防部長李天羽因鐽震案閃電請辭，蔡明憲接任國防部長，但因為政黨輪替，任期時間僅不到3個月後隨即下台，由陳肇敏接任。
蔡明憲因被控在陳水扁政府時期利用職權違法收集機密文件並協助交予前國家安全會議秘書長邱義仁，2010年4月被法務部調查局以《中華民國刑法》妨害國交罪、《國家機密保護法》等罪嫌列為被告，函送特偵組偵辦。 2015年，中華民國最高法院維持台灣高等法院原判，邱義仁、蔡明憲無罪定讞。
2019年4月12日，蔡明憲宣布退出民進黨，退黨聲明抨擊「民進黨至今仍然竟日追逐眼前短小的黨內派系政治利益，而漠視台灣人民如此的焦慮及疏離感日益擴大」。2019年6月10日，「民進黨初選觀察團」公布2020年民主進步黨總統提名選舉觀察報告，蔡明憲批評，最應該維持中立的五人協調小組成員蘇貞昌、陳菊、鄭文燦卻公開支持中華民國總統蔡英文。2019年10月18日，蔡明憲發表致蔡英文公開信，揚言如果蔡英文沒有清楚回應，2020年中華民國總統選舉「台灣本土派及海外台灣人……我們不再接受含淚投票」。
美東時間2024年9月18日上午10點30分，蔡明憲、張雅琳與共和黨眾議員安迪．巴爾（Andy Barr)會談時特別強調，2758號決議文並未提及台灣，但中國卻以此決議干擾與阻擋台灣參與國際組織的權益，希望美國國會協助舉辦聽證會。巴爾欣然同意，並直接於「印太區域的大國競爭」聽證，為台灣發聲，強調2758決議不涉及台灣，不影響台灣參與國際組織，要求美國副國務卿坎貝爾（Kurt Michael Campbell）說明美國政府對2758決議的立場。

## 荣誉

### 中华民国勋章奖章
- 二等景星勋章（2008年5月12日于台北总统府颁授[8]）

## 逸闻
- 2004年5月，美国国防部在《中国军力报告》中提出台军攻击三峡大坝论。6月初，信息被公开报道。6月9日，时任國防部副部长的蔡明宪在立法院回答立委质询时，肯定台湾有能力完成对三峡大坝的攻击[9]。解放军中将刘源通过电视观看蔡明宪的答询后，16日在《中国青年报》发表斥责文章，并对蔡明宪进行人身攻击[10]。

- 2017年9月15日上午，20多名「台灣加入聯合國宣達團」（台湾入联宣达团）成员在美国街头举标语游行，团长蔡明宪在接受采访时把“加入联合国”说成了“加入中国”，遭到台海兩岸网友调侃[11]。
- 2021年3月24日，蔡明宪在以视讯形式参加于阿联酋迪拜举办的“WION TV 全球高峰会”时，发言时称呼台湾是一个国家，在谈及2019冠状病毒病时更使用“武汉肺炎”称谓。与会的香港新民党主席、香港立法会议员叶刘淑仪反驳了蔡明宪的发言，在蔡明宪称呼“武汉肺炎”打断时，叶刘淑仪称“我不认为你应该这样称呼这个病毒”，要求蔡明宪及其他与会者不要再使用“武汉肺炎”一词，并表明立场，如果蔡明宪再次使用这样的词汇，她就会离开这场论坛。之后蔡明宪称呼台湾是一个国家时，叶刘淑仪二度打断蔡明宪的发言，强调“台湾并非国家，而是中国的一个叛乱省”之后，起身愤而离席。有媒体称，当时距离蔡明宪开始发言还不到三分钟。蔡明宪在会后接受采访时称，“武汉肺炎”绝无恶意，他能够理解“对中国有期待”的香港人会因此不满，但一般人称“武汉肺炎”，就像称日本脑炎、德国麻疹及西班牙流感一样，并无恶意[12]。3月26日，中国大陆国台办发言人朱凤莲应询指出，叶刘淑仪表达了正义之声，并强调“‘台独’是死路一条”，批评台湾当局“执迷不悟，罔顾事实，蒙骗台湾民众，最终只会遭到彻底失败的下场”[13]。